# Lina Axelsson Kihlblom
Lina Axelsson Kihlblom, née le 24 juin 1970 est une femme politique suédoise, membre des Sociaux-démocrates.

## Biographie
De 2021 à 2022, elle est ministre de l'Enseignement primaire au sein du gouvernement Andersson.
Elle est la première ministre transgenre de l'histoire suédoise. Elle a effectué sa transition en 1995.

## Publications
- (se) Lina Axelsson Kihlblom, Kommer du tycka om mig nu? (Tu vas m'aimer maintenant ?), Stockholm, Gothia Kompetens AB, 2015, 269 p. (ISBN 9789176137796)
- (se) Lina Axelsson Kihlblom, Ingen vet egentligen vem jag är (Personne ne sait vraiment qui je suis), Järfälla, Tallbergs Förlag, 2021, 186 p.(ASIN B091FCRLWX)